# 安德魯·埃登
安德魯·埃登（Andrew Michael Eiden，1983年7月23日—）是美國的一位演員，出生在加利福尼亞州拉米拉達。埃登自童年時代就開始出演電影，並且還出演過ABC情景喜劇薩維支一家。